# Oregelbundet verb
Oregelbundna verb är verb som inte följer de regler som gäller för regelbundna verb vid konjugation. Olika språk har olika regler.

## Svenska
Regelbundenhet/oregelbundenhet hos verb avser hur verbet böjs när man tar tema på det, dvs man skriver det i infinitiv, preteritum, supinum och presens particip. Exempel: arbeta - arbetade - arbetat.
Ett regelbundet verbs grundform (till exempel arbeta, böja, må) böjs genom en förutsägbar regel. Man kan gruppera regelbundna verb i grupper som böjs på liknande sätt. En sådan grupp kallas konjugation.
I svenskan har vi fyra konjugationer (dvs fyra grupper av regelbundna verb med sin respektive uppsättning regler).
Exempel: den första konjugationen på svenska innebär att man till grundformen lägger -r, -de, -t:
- Jag arbetar hela dagen.
- Jag arbetade på X igår.
- Jag har arbetat hårt.

Ibland tror man att tex springa är oregelbundet (springa – sprang – sprungit) men det följer faktiskt en regel och hör till fjärde konjugationen. Fjärde konjugationen utgörs av s.k. starka verb:
- Jag springer.
- Jag sprang till X igår.
- Jag har sprungit.

Ett oregelbundet verb (till exempel gå) följer inte dessa regler och hör därför inte till någon konjugation:
- Jag går
- Jag gick till X igår.
- Jag har gått.